# Abraham Wuchters
Abraham Wuchters (Anvers, 1608 - 23 de maig de 1682) fou un pintor i gravador neerlandès-danès. Va passar la major part de la seva carrera a Dinamarca on ell i Karel van Mander III van ser els pintors favorits del rei danès, la noblesa i la burgesia durant el seu temps, representant la influència principal de l'Edat d'Or neerlandesa en l'art Barroc danès.

## Biografia
Va néixer a Anvers el 1608. Va viatjar a Dinamarca el 1638 i va estar, l'any següent, treballant com a mestre de dibuix a l'Acadèmia Sorø. Al voltant del mateix temps, va ser convocat a Copenhaguen on va pintar diversos retrats del rei Cristià IV. El 1645, va tornar al Castell de Copenhaguen per retratar als fills del rei, incloent-hi Cristián Irik Gyldenløveu (c. 1645, Galeria Nacional de Dinamarca) i el Duc Federic III (c. 1645, Palau de Amalienborg).
En dos períodes, entre 1658 i 1662, va treballar a la Cort Real de Suècia a Estocolm, on va retratar la reina Cristina de Suècia (1660, Universitat d'Uppsala, i el 1661 Palau reial d'Estocolm), Carles X Gustau de Suècia i Leonor de Holstein-Gottorp.
Va tornar a Dinamarca, reclamat per Frederic III de Dinamarca, el qual va establir Dinamarca com una monarquia absoluta el 1660, amb la responsabilitat de preservar les seves pintures.
El 1671 el nou rei, Cristià VV, el va nomenar oficialment «Pintor de la Cort danesa» i l'any 1673 va ser nomenat, també de manera oficial, gravador de la mateixa cort. Era, per tant, l'únic que decidia com havia de ser representat el rostre del rei absolutista.
Com a pintor reial, també realitzava obres decoratives per a les residències reials, com al Palau de Rosenborg. Entre elles, un bon fresc al dormitori de la regna consort Sofia Amalia, on està representada amb figura d'Hera, la mare dels déus grecs.